# Lisbeth Lindeborg
Lisbeth Lindeborg, född 1939, är en svensk statsvetare, som är verksam i Tyskland.
Hennes forskning har ofta berört regionernas funktion i europeiska länder. Doktorsavhandlingen hade titeln Zum regionalen System – Stellenwert der Versammlung der Regionen Europas.
Hon har även skrivti om totalitarism, fascism och rasism, och på 2000-talets första årtionde debatterade hon för att problematisering av islamism är tabubelagd. Hon har till exempel kallat islamismen den tredje totalitarismen, där de två första är kommunismen och fascismen. Hon menar att rädslan för att utpekas som rasist gör att västvärldens feminister inte ger muslimska kvinnor tillräckligt stöd eller uppmärksamhet när de drabbas av förtryck i muslimska civilsamhällen.

### Avhandling
- som Weihe-Lindeborg (2005). Zum regionalen System : Stellenwert der Versammlung der Regionen Europas. Tectum-Verl. ISBN 3-8288-8924-7. OCLC 162218905. https://www.worldcat.org/oclc/162218905. Läst 2 februari 2023

### Övrigt
- med Lars Lindkvist, red (2010). Kulturens kraft för regional utveckling. Stockholm: SNS förlag. Libris 11746247. ISBN 9789186203436
- Kvinna i islam. Stockholm: Utrikespolitiska institutet. 2003. Libris 8997724. ISBN 9171833501
- Högerextremism och rasism i 90-talets Europa. Enskede: TPB. 2002. Libris 12625216
- Regionfrågan i Sverige. Stockholm: Landstingsförb. 1997. Libris 2331274
- Regionalt samarbete i Europa: med tyska erfarenheter (1. uppl.). Stockholm: Fritze. 1995. Libris 7267139. ISBN 913830452X
- Högerextremism och rasism i 90-talets Europa. Stockholm: Utrikespolitiska institutet. 1993. Libris 7616664. ISBN 9171828621
- Kultur som lokaliseringsfaktor: erfarenheter från Tyskland. Stockholm: Allmänna förl. 1991. Libris 7263819. ISBN 9138107902
- Kulturens betydelse: exemplet Tyskland. Stockholm: ERU. 1991. Libris 1219719
- Engelsk fascism på frammarsch. Göteborg: Barrikaden. 1976. Libris 7747864. ISBN 91-85328-13-8